# Jan Philip de Bordes

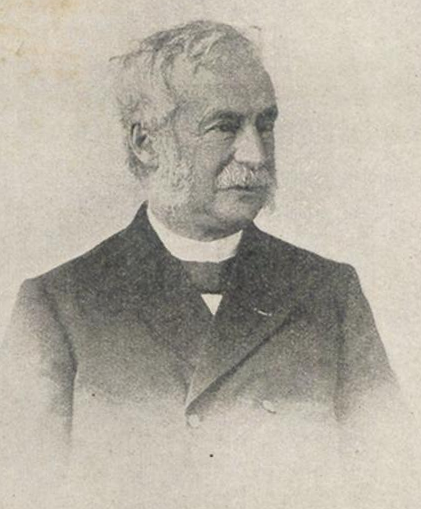
Jan Philip de Bordes

Jan Philip de Bordes (Amsterdam, 7 juni 1817 - Den Haag, 5 januari 1899) was een Nederlands spoorwegbouwkundig ingenieur.

## Opleiding en eerste werkkring
Zijn eerste scholing was op de kostschool van Frederik Stuart in Vianen. Deze school had een heel goede reputatie en was een goede vooropleiding voor een voortgezette opleiding bij de marine of het leger. Na de kostschool ging hij dan ook in 1833 naar de Militaire Academie in Breda als cadet van de Waterstaat. Hij werd geplaatst bij de genie, tot 1836 te Medemblik, daarna te Breda. Op 13 Sept. 1837 werd hij tot luitenant bevorderd, hij bracht de eerste 7 jaren door te Delfzijl, Groningen en Zwolle, werd in 1844 belast met de bouw van een slagkruitfabriek te Delft. Hij werd in 1846 overgeplaatst naar Utrecht. In 1848 speelde hij een belangrijke rol bij de versterking van het fort Vossegat bij Utrecht (onderdeel van de Hollandse Waterlinie) die nodig verbeterd moest worden met het oog op de onrust in Europa (Revolutiejaar 1848)
Hier werd hij in 1850 adjudant van generaal Gey van Pittius, daarna van kolonel van Kerkwijk. In 1850 bewerkte hij met jhr. J.W. van Sypesteyn, evenals hij genieofficier, een geschiedenis van de verdediging van Nederland in 1672/73; in 1856 schreef hij alleen een dergelijke studie over van de verdediging van Nederland in 1629. In 1856 werd een verslag van hem en dr. J.W. Gunning over schelpkalk vanwege het departement van oorlog gepubliceerd.
In 1857, dus na 20-jaar dienst als officier, werd hij tot kapitein bevorderd. Door de economische malaise va die tijd wat het budget voor defensiepersoneel marginaal en daarom duurde het zo lang voordat hij bevorderd werd. Mede daarom was hij op zoek naar een werkkring buiten het leger. Hij probeerde met name een baan te vinden bij de aanleg van de spoorwegen, maar dat viel tegen.

## Spoorwegconcessies
Uit deze tijd dateren verschillende aanvragen tot concessie voor aanleg van spoorlijnen, en hierover ontbrandde een hevige pennenstrijd, waarin de Bordes zich met enige brochures mengde. Concessies werden van regeringswege verleend: voor het noordernet aan mr. L.A.J.W. baron Sloet van de Beele en jhr. P.A. Reuchlin, voor het zuidernet aan bovengenoemde van Sypesteyn, mr. W.S. van Reesema en J.P. Bredius. Beide concessies werden niet gebruikt, omdat de door de ministers van Bosse en van Tets van Goudriaan voorgestelde financiële regeling door de Eerste Kamer op 8 februari 1860 met 20 tegen 17 stemmen verworpen werd. De nieuwe minister van Heemstra diende zeer spoedig na zijn optreden een wetsontwerp in tot aanleg der spoorwegen van rijkswege, en dit werd de wet van 18 augustus 1860. Later die maand werd een commissie voor de spoorwegaanleg benoemd (leden van Meurs, van der Kun en Sloet van de Beele, dus alleen Van de Kun was een technicus). De Bordes werd bij Koninklijk Besluit van 28 september 1860 aan deze commissie toegevoegd als secretaris, tegelijk werd hem eervol ontslag uit militaire dienst verleend. In de zomer van 1861 werd Sloet gouverneur-generaal van Nederlands-Indië en in 1861 volgde de Bordes hem op in zijn beide betrekkingen, als lid der bovengenoemde commissie en als voorzitter van de Raad van Toezicht op de spoorwegdiensten, op. Dit betekende voor de medewerkers van de commissie een verademing. De Bordes was, hoewel een man van ruime opvatting, iemand die alles wil beheersen en die tot in alle details wil doordringen. Hij was vurig en enthousiast (Ramaer noemt hem sanguinisch) en hij overstelpte het personeel van de commissie met briefjes, waardoor hun werk tijdens zijn secretariaat niet zo prettig was. Maar toen hij de meer bestuurlijke functies kreeg, werd het dagelijks werk met betrekking tot de aanleg van spoorwegen, meer aan zijn opvolger Klerck overgelaten, en deze behandelde alles, evenals van der Kun, kalm en zakelijk.

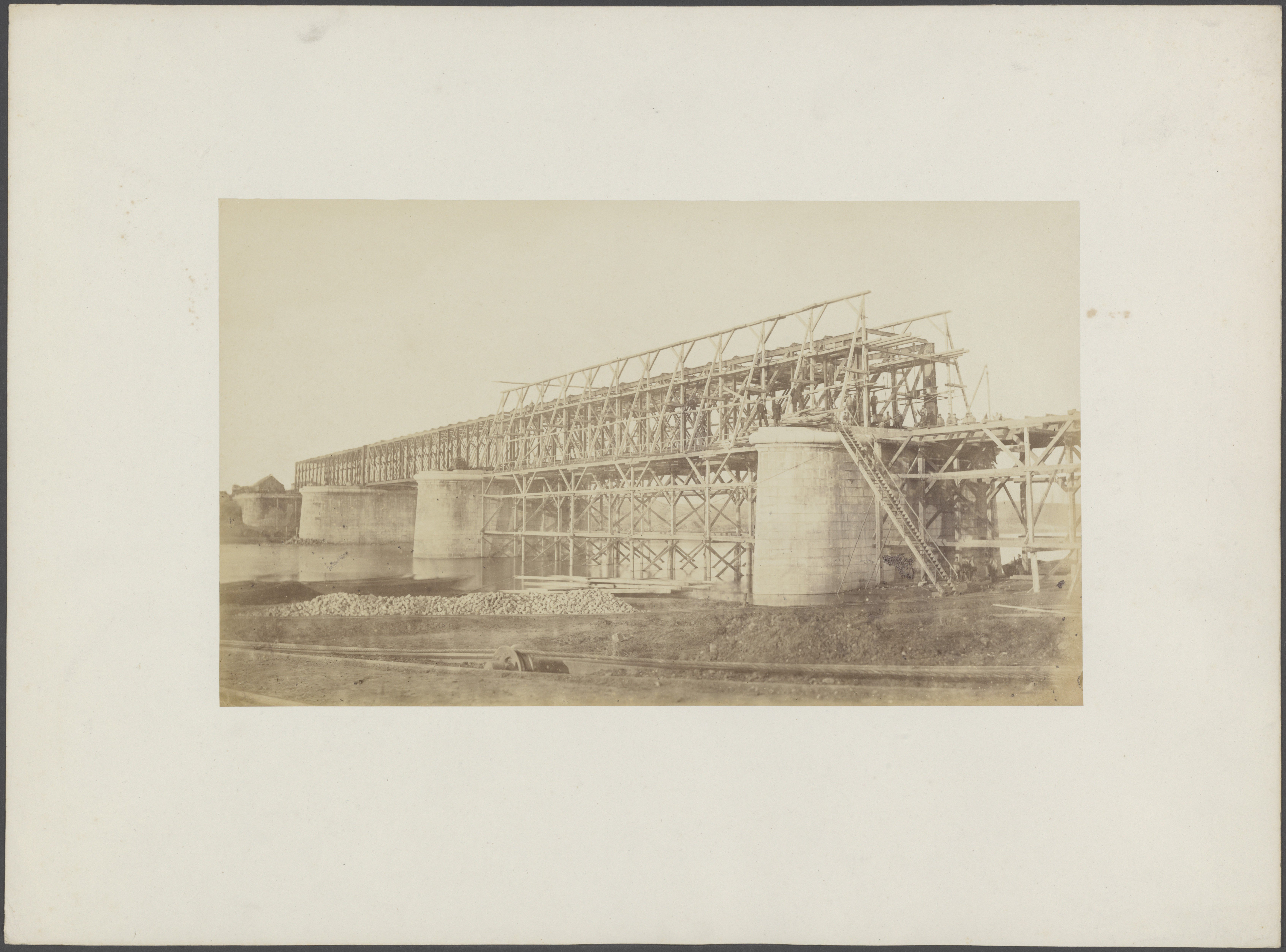
Bouw van de spoorbrug bij Zutphen

De Bordes werd bovendien met I.P. Delprat en D.J. Storm Buysing lid van een commissie (met als secretaris G. van Diesen) tot beoordeling van de plannen en inschrijvingen van verschillende maatschappijen voor de bovenbouwen van de spoorbruggen te Zutphen en Venlo. Deze wijze van aanbesteding van ontwerp en levering was door de commissie Van der Kun - van Meurs voorgesteld als proef gesteld. Dit was dus de eerste keer dat een "design-and-build" contract uitgeprobeerd werd. Deze contractvorm werd eind 20e eeuw populair bij de Bouwdienst van Rijkswaterstaat. De ingenieurs, die over de bruggen een studie gemaakt hadden, ergerden zich hierover zeer. De uitslag van de beoordeling was een verslag van 5 september 1862, waarin voorgesteld werd dat de bovenbouw van de bruggen bij Zutphen en Venlo aan de firma J.C. Harkort uit het Duitse Haspe te gunnen in samen met de Kölnische Maschinenbau-Aktiengesellschaft te Keulen. Dit voorstel is door de beide ingenieurs in algemene dienst, Fijnje en Waldorp, in een rapport van 14 oktober 1862 (waarin men de hand van Waldorp herkent) hevig aangevallen. De aanbieding was welliswaar zeer goedkoop, maar de bruggen werden te zwak genoemd. Genoemde ingenieurs achtten de tegelijkertijd opgemaakte maar in petto gehouden plannen van de sectie-ingenieurs Kalff voor de brug bij Zutphen en van Nicolaas Hendrik Nierstrasz voor die bij Venlo beter dan een van de 11 ontwerpen, die door de verschillende firma's waren ingediend. Hierbij moet bedacht worden, dat de commissie geen inzage gehad had van de plannen van de sectie-ingenieurs. Het resultaat was, dat de bouw der bruggen aan de bovengenoemde firma's gegund werd, mits zij de nodige versterkingen in hun ontwerpen aanbrachten.

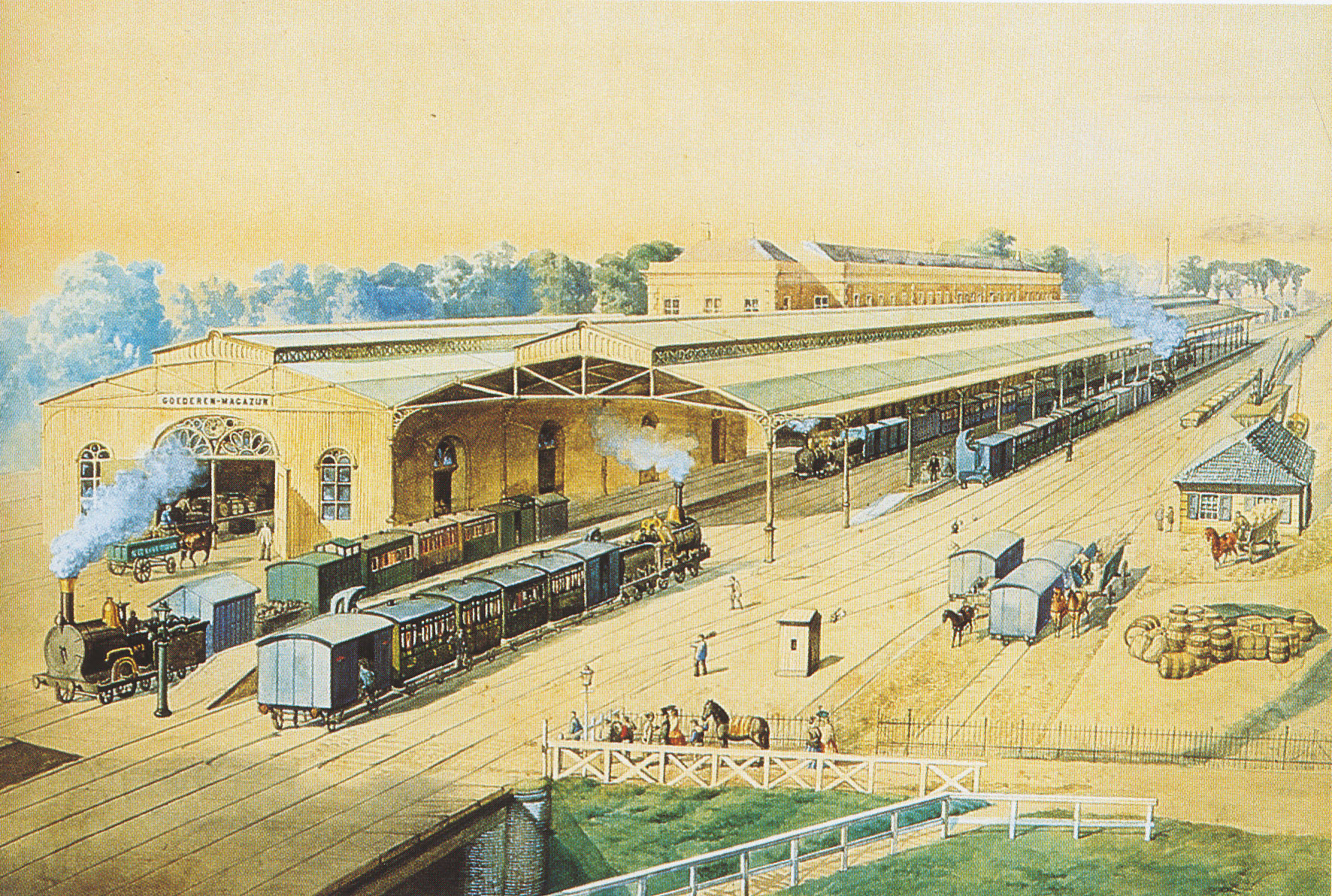
Perron van de Nederlandsche Rhijnspoorweg-Maatschappij in 1866 te Utrecht

De Bordes leidde de onderhandelingen met verschillende maatschappijen over de wijze, waarop de exploitatie van de staatsspoorwegen zou plaats hebben, en deze leidden tot de wet van 3 Juli 1863, waarbij deze exploitatie aan een daartoe opgerichte maatschappij werd opgedragen. Frans van Heukelom, de broer van de directeur van de Nederlandsch-Indische Spoorweg Maatschappij (Cornelis van Heukelom) werd hiervan het hoofd.  Dikwijls werden de belangen van de Exploitatiemaatschappij en van de Rijnspoorwegmaatschappij door De Bordes tegenover de minister Thorbecke verdedigd. Zoals bijvoorbeeld betreffende het spoorwegstation te Utrecht, waar de Rijnspoormaatschappij naar de mening van de minister aan het rijk te hoge eisen stelde. Hij heeft toen het pleit niet kunnen winnen: de minister besloot dat een afzonderlijk stationsgebouw voor de lijn naar 's-Hertogenbosch gesticht zou worden.

## Nederlands-Indië

Kaart en profiel van de spoorlijn Semarang-Vorstenlanden

Aanleg van de spoorbrug over de Toentang bij Kedoengdjati in de lijn van Semarang naar de Vorstenlanden, 1868

Toen bij de wet van 6 Juli 1863 aan Willem Poolman en anderen een concessie voor enige spoorwegen op Java verleend was, werd aan De Bordes op voor hem zeer voordeelige voorwaarden het hoofdingenieurschap van deze maatschappij (de Nederlandsch-Indische spoorwegmaatschappij) aangeboden, en hij vertrok eind 1863 naar Java. Hij maakte deze reis met een aantal tussenstops om te leren van de op dat moment belangrijke bouwprojecten op spoorweggebied, met name in bergachtige gebieden. Zo bekeek hij de Semmeringspoorlijn en het juist gereedgekomen ontwerp voor de Bennerspoorlijn. Bij Bombay bekeek hij de spoorlijn over de Bhor Ghat. Verder verzamelde hij in India veel informatie over de locale spoorwegen (Great Indian Peninsula Railway).
In Nederlands-Indië heeft De Bordes met veel tegenslag te worstelen gehad, maar hij heeft op alle klippen weten te ontzeilen, en hij is de man, die de eerste spoorwegen op Java tot stand heeft weten te brengen. Hij heeft dit gedaan in vrije arbeid, terwijl tal van conservatieve Indische specialisten beslist verklaarden, dat zo iets onmogelijk was. Een van de problemen die bijvoorbeeld bij de bruggenbouw speelde was het risico op het optreden van banjirs, waardoor het bouwen van een hulpconstructie in de rivier als basis voor de bouw van de definitieve constructie vaak te riskant was. De Bordes ontwikkelde een methode om de bug op de oever te bouwen en die dan in een korte operatie met hulpbrug op zijn definitieve plaats te krijgen. Zie foto van de bouw van de Toentangbrug. 
De maatschappij kreeg ook de concessie voor de lijn van Batavia naar Buitenzorg; hieraan werd in1869 begonnen.
In de eerste jaren kon De Bordes onafhankelijke werken en ging alles zeer voorspoedig. Maar dit veranderde toen de maatschappij in financiële problemen kwam. Om dit op te lossen werd onder andere de gepensioneerde oud-zeeofficier J. Groll, tot lid van de raad van beheer benoemd. Groll was ook een doortastend figuur die alles zelf wilde regelen, en dat leidde tot conflicten. De Bordes zegt zelf dat hij door Groll "gemassregelt" werd, Groll was in 1868 drie maanden op Java en was zo verstandig, zich toen van kritiek op de hoofdingenieur van de maatschappij te onthouden. Maar door zijn invloed werd bepaald, dat de lijn Batavia-Buitenzorg met smalspoor aangelegd zou worden, hetgeen de Bordes hevig tegen de borst stuitte.
Een ander probleem voor De Bordes was de oprichting van een plaatselijk comité voor de spoorweg op Java, waarvan majoor D. Maarschalk voorzitter werd. In 1869 beklaagde De Bordes zich over diens inmenging, en de onvermijdelijke uitkomst was, dat hij zijn ontslag aanbood. De lijn Samarang-Soerakarta heeft hij nog wel afgewerkt, en tegen het eind van 1869 keerde hij naar Nederland terug, In oktober 1870 werd hij eervol uit de dienst van de Maatschappij ontslagen. Na zijn terugkomst in Nederland heeft De Bordes in een vergadering van het Koninklijk Instituut van Ingenieurs deze spoorwegbouw beschreven, Deze presentatie geeft een goed beeld van de problemen die hij heeft moeten overwinnen, Temeer daar hij dit in korte tijd moest doen zonder ondersteuning van overheidswege voor dit project.

## Smalspoor of normaalspoor?
Het was een belangrijk strijdpunt welke spoorbreedte in Nederlands-Indië standaard moest worden. Dit speelde in veel landen, in Engeland was zelfs sprake van een “Gauge War”.  Nederland had de minister van Koloniën in februari 1871 een commissie ingesteld om hier een oordeel over te geven. Deze commissie kwam in augustus van dat jaar met een verslag. De minderheid (met De Bordes) adviseerde normaalspoor, terwijl de overige vijf leden smalspoor bepleitten (want de aanleg van smalspoor is goedkoper). De Staatsspoorwegen op Java besloot daarom de lijnen in smalspoor uit te voeren. Jarenlang heeft De Bordes hiertegen geageerd, hij had bekwame en ervaren medestanders zoals Van den Bergh, Fijnje en met name Stous Sloot, die veel ervaring met exploitatie had. Hij berekende, dat de kosten van het verschil in aanleg door de mindere exploitatiekosten van breed spoor ruimschoots gedekt zouden worden.
In 1873 werd De Bordes lid van de raad van commissarissen van de Nederlandsch-Indische Spoorweg Maatschappij. Hij heeft hier in 1877 weer de gelegenheid gehad voor zijn denkbeelden te strijden maar hij werd door zijn mede-commissaris  bestreden. Tegen alle verwachting had hij ditmaal succes. Het voorstel van de Spoorwegmaatschappij om op de lijn Samarang-Vorstenlanden smalspoor in te voeren zou met financiele steun van het gouvernement ingevoerd moeten worden. De Tweede Kamer verwierp dit voorstel, waardoor financiering van smalspoor niet mogelijk was, en De Bordes dus zijn zin kreeg. Maar toen in 1895 de Maatschappij begon uit te breiden door de aanleg van "voedingsstoomtramwegen", stelde het gouvernement als voorwaarde, dat de tramwegen als smalspoor uitgevoerd moesten worden. De Bordes kon niet anders dan zwichten, en heeft zeer tegen zijn zin daaraan medegewerkt.
In 1871 gaf hij een advies over een spoorweg, te bouwen naar de Ombilinmijn op Sumatra.

## Spoorwegen in Nederland
In 1872 werd hij voorzitter van het bestuur van de Nederlandsche Zuid-Ooster Spoorweg-Maatschappij, die de spoorlijn Tilburg - Nijmegen aanlegde. Ook deze maatschappij had te gering kapitaal, maar met hulp van de staat werd de lijn na veel tegenspoed afgewerkt. De lijn werd vanaf 1883 door de Staatsspoorwegen geëxploiteerd en in 1894 werd deze maatschappij door de Staat overgenomen. In 1873 kregen De Bordes en L.A.J.W. Sloet van de Beele een concessie voor de spoorlijn Woerden - Leiden. Toen ook hier geen fondsen voor de uitvoering verkregen konden worden, werd deze lijn aangelegd met hulp van de Nederlandsche Rhijnspoorweg-Maatschappij (NRS). De lijn kwam in 1878 gereed onder directie van De Bordes en werd geëxploiteerd door de NRS, die hem in 1879 vroeg te zorgen voor de aanleg van de stoomtramlijn Den Haag NRS - Scheveningen. Ook die werd door de NRS geëxploiteerd.

## Overige functies
Hij was lid van het Bataafs Genootschap in Rotterdam (vanaf 1879) en van het Bataviaasch Genootschap (vanaf 1875). Drie keer, in 1873, 1878 en 1882, werd hij gekozen in het bestuur van het Koninklijk Instituut van Ingenieurs. Hij was president van 1878 tot 1881 en van 1884 tot 1885. Bij de periodieke ontbinding van de Tweede Kamer in juni 1871 was De Bordes in Amsterdam een van de liberale kandidaten, maar hij werd niet verkozen. Hij was van 1872 tot 1874 ondervoorzitter en daarna tot 1881 voorzitter van het Indisch Genootschap.

## Privé
Hij was de zoon van Pierre François de Bordes, hoofd van een aanzienlijk handelshuis, die 28 oktober 1823 overleed. Jan Philip was toen 6 jaar. Zijn moeder, Maria ten Cate, ging in Vianen, wonen waar hij later ook naar school ging op het instituut van Stuart. Hij trouwde in 1842 met Reiniera Geertruid de Bruijn, zij kregen vier dochters. Na het overlijden van Reiniera in 1879 hertrouwde hij op 4 augustus 1881 in 's-Gravenhage met Maria Constance Vreede, de weduwe van de hoogleraar Mr. Otto van Rees.

## Publicaties van Jan Philip de Bordes
- Geschiedenis van de verdediging van Nederland in 1672 en 1673 met J.W. van Sypesteyn (Utr. 1850);
- Geschiedenis van de verdediging van Nederland in 1629 (Utr. 1856);
- Bad- en waschhuizen 1852
- Verslag aan den Minister van oorlog, over den schelpkalk en de schelpkalkbranderijen in Nederland samen met dr. J.W. Gunning 1856
- Over het reukloos maken en desinfecteren der secreetstoffen en over privaatputten samen met dr. J.W. Gunning 1857
- Doorgraving der landengte van Suez (Zutphen 1857);
- De spoorweg Samarang-Vorstenlanden ('s Gravenhage 1870);
- Lokaalspoorwegen in Nederland in Economist 1871
- De Russische spoorwegen in Economist 1871
- De werken van den spoorweg Samarang-Vorstenlanden 1872
- De aanleg van spoorwegen op Java in Economist 1872
- Beschouwingen over spoorwegen in Nederland in Economist 1874;
- Exploitatiekosten van spoorwegen op Java 1875
- Aanleg van spoorwegen op Java in Economist 1872;
- Een woord aan de aandeelhouders der Nederlandsch-Indische Spoorweg Maatschappij naar aanleiding van de voorstellen tot uitbreiding 1877
- Spoorwegen in Nederlandsch-Indië ('s-Gravenhage 1880);
- Spoorwegtarieven in Economist 1882;
- Levensbeschrijving van Dr. J.P. Delprat samen met F.J. van den Berg en W.C. Hojel, in Not. Koninklijk Instituut van Ingenieurs 1882-83  bijlage 23, pdf blz 63-94;
- De spoorwegen op Java in Economist 1884;
- De spoorwegen in Italië in Economist 1886;
- De Oost-Indische spoorwegen in Economist, 1887)
- De uitkomsten van spoorwegexploitatie in Nederland Handelingen Kon. Inst. van Ingenieurs, 1887/88, verg. van 8 november, blz 40-46 + plaat XIII-XVI (pdf blz 41-44 + 136-144)
- Locaalspoorwegdiensten op Java in Indische Gids 1888-2, blz 1529 pdf blz 676;
- De overeenkomsten met de spoorwegmaatschappijen in Economist 1890;
- De Sumatra-spoorweg en het Ombiliën-kolenveld in Economist 1891.

Bronnen
- Ramaer, J.C. (1911). Jan Philip de Bordes, Nieuw Nederlands Biografisch Woordenboek, Deel 1, 413.
- Cluysenaer, J.L.  (11 februari 1899). In memoriam J.P.de Bordes. De ingenieur  14 (6)
- Zie ook: "verhandelingen KIvI", 1900-1901 blz 1-22 (pdf 56-67), verschillende bijdragen

Referenties en voetnoten
1. ↑  geboorteakten (afb 39 in scan). Burgerlijke stand Amsterdam. scan van Familysearch (9 juni 1817). Geraadpleegd op 9 oktober 2023.
2. ↑  overlijdensakte. Burgerlijke stand. Gemeentearchief Den Haag (5 januari 1899). Geraadpleegd op 9 oktober 2023.
3. 1 2  Blok en Molhuyzen (1918). Nieuw Nederlands Biografisch Woordenboek, "Frederik Stuart". Gearchiveerd op 11 maart 2023.
4. ↑  Generaal-majoor Cornelis Theodorus van Meurs, 1799-1894
5. ↑  Zie Duitse Wikipedia
6. ↑  Zie Duitse Wikipedia
7. ↑  Johannes Groll, 1814.- 1885, marine officier. Zette het in Nederlands-Indië het telegraafnet op en zorgde ook voor de onderzeese kabels voor verbinding met o.a Singapore. Na pensionering uit de rijksdienst werd hij lid van de raad van beheer van de Ned.-Ind. Spoorwegmaatschappij die hij weer rendabel maakte. biografie in NNBW
8. ↑  David Maarschalk (1829-1886) kreeg een opleiding aan de KMA als genieofficier en diende in het Nederlands-Indische leger. Hij bouwde verdedigingswerken op Borneo, klom op tot de rang van luitenant-kolonel. Op eigen verzoek is hij 1n 1868 ontslagen en werd toen voorzitter van de raad van bestuur van de Nederlands-Indische Spoorweg Maatschappij. Hij werd daar de hoofdingenieur. Hij heeft de lijnen Batavia-Buitenzorg en Semarang-Vorstenlanden ontworpen. In 1875 werd hij chef van de spoorwegen op Java en nog enige spoorlijnen op Java aangelegd. In 1880 ging hij met pensioen. Volgens Ramaer was hij een man van de daad, met een ijzeren wil, die bij Daendels vergeleken werd. Alles moest voor hem wijken, maar daardoor heeft hij wellicht meer tot stand kunnen brengen dan aan een minder krachtige persoonlijkheid mogelijk geweest ware. Hij had het denkbeeld, dat uit de polytechnische school te Delft afkomstige ingenieurs niet deugden, zoodat dezen meestal slechts in ondergeschikte betrekkingen bij den door hem beheerden spoorwegaanleg benoemd werden. In het bijzonder de van den Indischen waterstaat afkomstige ingenieurs werden door hem geweerd, terwijl dezen in dien tijd, toen er voor den waterstaat dikwijls weinig gewichtige arbeid in Indië was, gaarne bij den spoorwegaanleg geplaatst zouden zijn. Later hebben zij ook op Java bewezen, even goed als zijne protégés (meestal oud-genie-officieren als hij) spoorwegen te kunnen aanleggen en op zuinige wijze exploiteeren.
9. ↑  Verhandelingen Kon. Inst. van Ingenieurs, 1870/71-1, blz 84 (bijlage 21) pdf blz 61
10. ↑  Zie Engelse Wikipedia

- Biografisch Portaal: 19309408
- Digitale Bibliotheek voor de Nederlandse Letteren: bord004
- Gemeinsame Normdatei: 1157639194
- International Standard Name Identifier: 0000 0003 9774 4841
- Library of Congress Control Number: no2011052596
- Nederlandse Thesaurus van Auteursnamen: 072232056
- Virtual International Authority File: 52056946
- WorldCat: E39PBJp9v9qckdPFkJwJyCbmVC